# Urazek kukurydziany
Urazek kukurydziany (Glischrochilus quadrisignatus) – gatunek chrząszcza z rodziny łyszczynkowatych i podrodziny Cryptarchinae. Naturalnie zamieszkiwał nearktyczną Amerykę Północną, jednak w połowie XX wieku zawleczony został do Europy, gdzie szybko się rozprzestrzenił. Zarówno larwy, jak i owady dorosłe są saprofitofagiczne. Pierwotnie ich pokarm stanowił fermentujący sok drzew liściastych i gnijące grzyby, jednak zaadaptowały się do żerowania w środowiskach synantropijnych na kolbach kukurydzy, różnych owocach i niektórych warzywach. W niektórych regionach uznawany jest za groźnego szkodnika, jako że owady dorosłe przenoszą grzyby i bakterie wywołujące choroby roślin.

## Taksonomia
Gatunek ten opisany został po raz pierwszy w 1835 roku przez Thomasa Say’a pod nazwą Ips 4-signatus. W 1932 roku W.J. Brown podzielił ten gatunek na dwa podgatunki, Glischrochilus quadrisignatus canadensis i Glischrochilus quadrisignatus quadrisignatus, jednak współcześnie podział ten nie jest uznawany.

## Morfologia

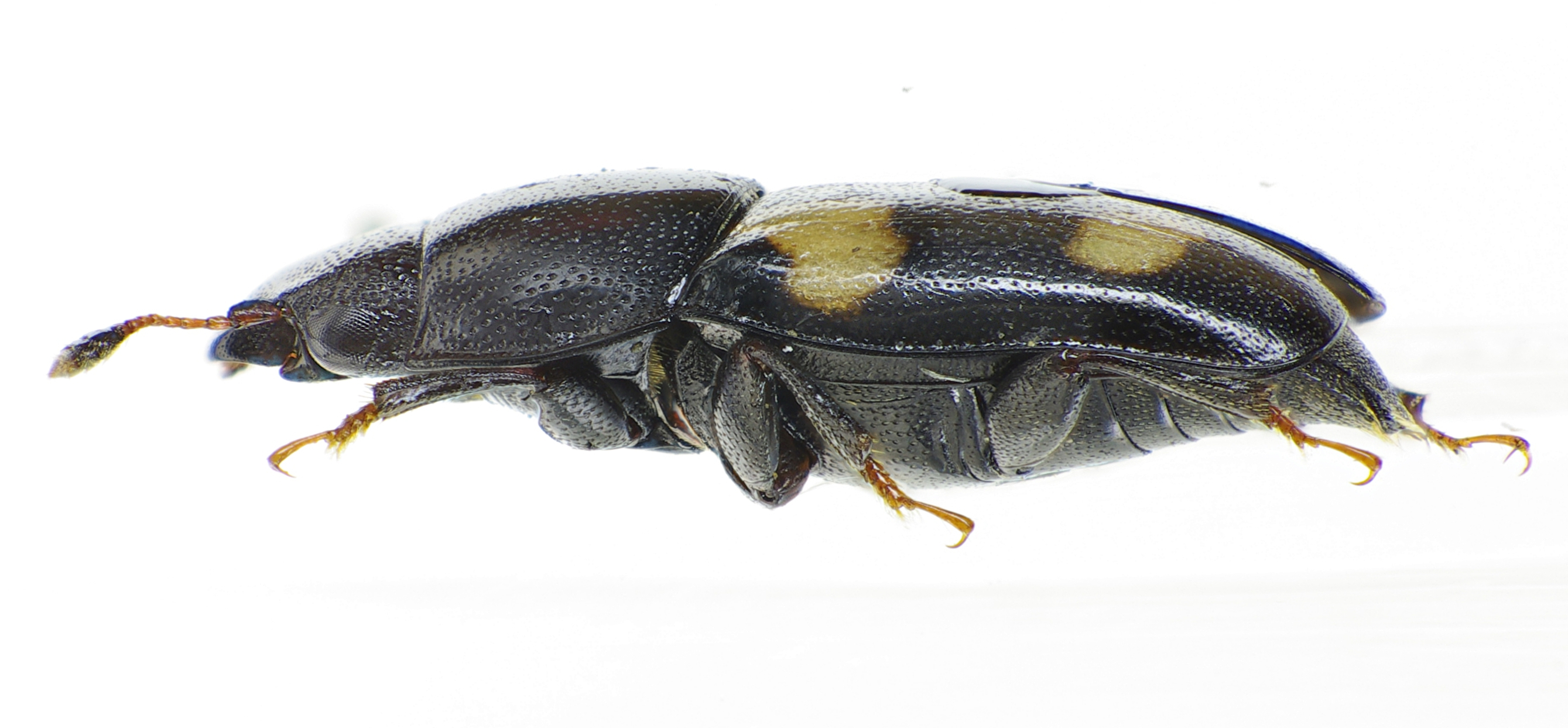
Widok z boku

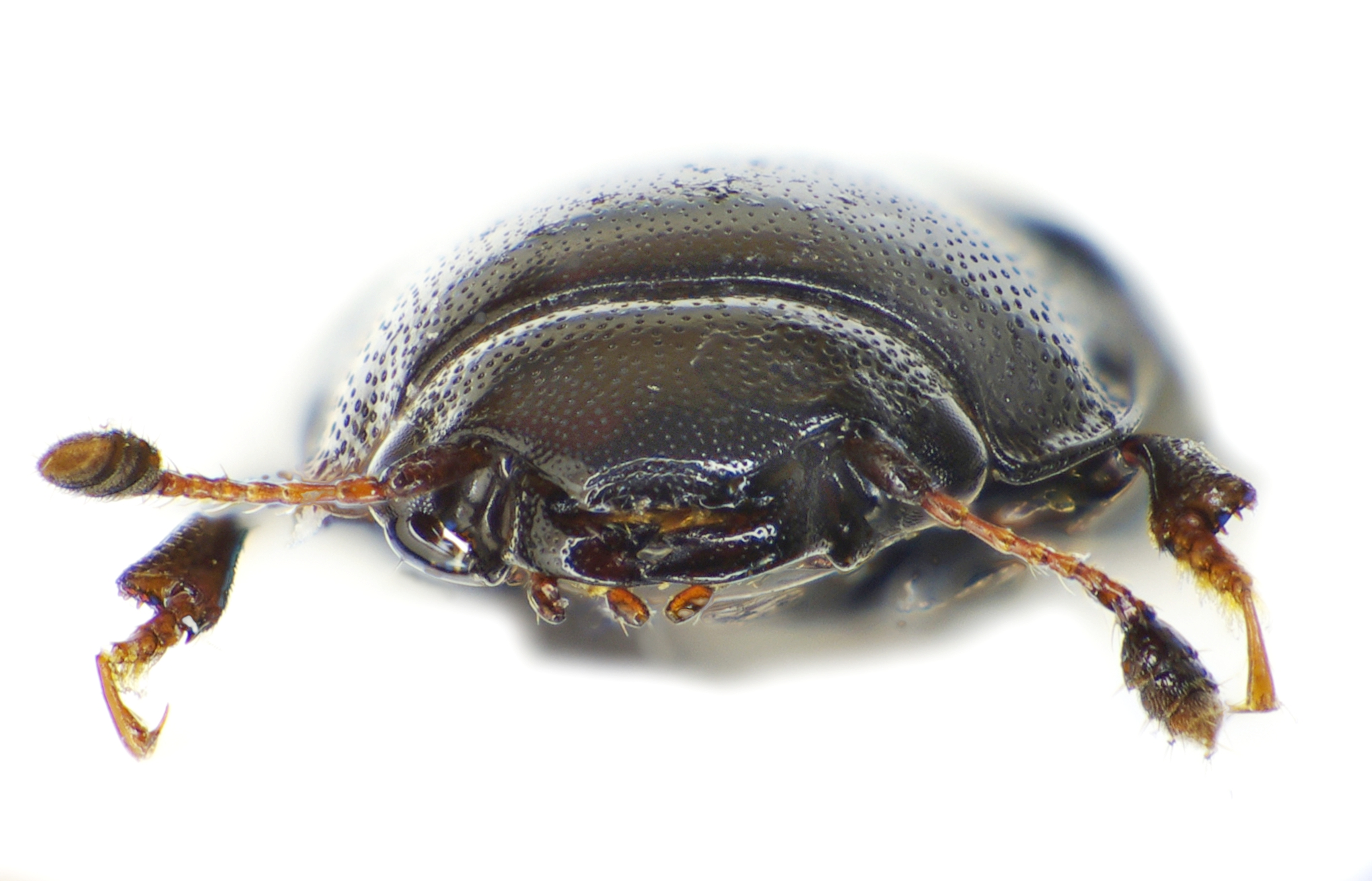
Widok od przodu

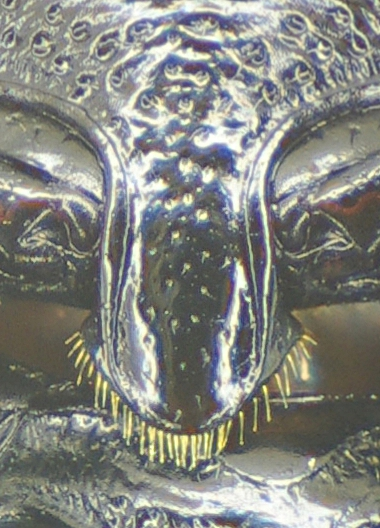
Wyrostek przedpiersia

Chrząszcz o ciele długości od 4 do 8 mm, lekko wysklepionym, w zarysie owalnym. Oskórek jest nagi, błyszczący, ubarwiony głównie czarno z dwiema parami bladożółtych plam na pokrywach. Plamy te mają kształt bardziej regularny niż u G. quadriguttatus i bardziej wydłużony niż u G. hortensis; przednie z nich biegną od krawędzi nasadowej pokrywy ukośnie prawie osiągając jej krawędź boczną. Szerokości nasadowych krawędzi przedplecza i pokryw są równe. Długość pokryw jest od 1,25 do 1,28 raza większa niż ich szerokość. Powierzchnia pokryw ma punkty nieregularnie rozmieszczone, miejscami układające się w zaburzone szeregi. Przedpiersie ma stosunkowo wąski wyrostek o dość wąsko zaokrąglonym wierzchołku. Punktowanie zapiersia jest grube.

## Biologia i ekologia
Owad ten wykazuje dużą tolerancję siedliskową. Zamieszkuje lasy, zadrzewienia, parki, sady, łąki, pola, ogrody, nasadzenia miejskie, kserotermy, kamieniołomy, pobrzeża wód i stanowiska ruderalne. Dobrze radzi sobie w środowiskach synantropijnych. Częsty jest w sąsiedztwie przetwórni owoców. Zarówno larwy, jak i owady dorosłe są saprofitofagiczne. Ukazuje się jedno pokolenie w ciągu roku. Samica w ciągu około 70 dni składa do 439 jaj. Rozwój larw odbywa się w rozkładającym się materiale roślinnym lub wyciekającym z nim soku, tudzież nasączonej tym sokiem glebie. W warunkach naturalnych jest to fermentujący sok wyciekający ze zranionych drzew oraz stare owocniki grzybów, w warunkach synantropijnych zaś gnijące ziarna, pasze, kolby kukurydzy i cebule. Owady dorosłe żerują na fermentującym soku drzew, rozkładających się grzybach, dojrzałych i uszkodzonych owocach i warzywach oraz kolbach kukurydzy. Zimowanie odbywa się w stadium dorosłym, pod korą i w jej szczelinach, w źdźbłach traw, glebie lub rozkładających się szczątkach roślinnych.
Urazek kukurydziany pada ofiarą parazytoidalnych błonkówek z rodziny męczelkowatych i muchówek z rodziny rączycowatych. Atakują go też grzyby entomopatogeniczne, w tym Beauveria bassiana i Aspergillus.

## Rozprzestrzenienie
Naturalny zasięg tego urazka obejmuje nearktyczną Amerykę Północną od Kanady po Meksyk. Pod koniec II wojny światowej zawleczony został do Europy w transportach owoców i warzyw przeznaczonych dla armii amerykańskiej. Po raz pierwszy odnotowano go w Niemczech w roku 1948. Na Starym Kontynencie szybko się rozprzestrzenił. Podawany jest z Wielkiej Brytanii, Francji, Niemiec, Szwajcarii, Austrii, Włoch, Polski, Czech, Słowacji, Węgier, Białorusi, Ukrainy, Mołdawii, Rumunii, Bułgarii, Słowenii, Chorwacji, Bośni i Hercegowiny, Serbii, Czarnogóry, Albanii, Macedonii Północnej, Grecji oraz europejskiej części Rosji. Do Polski urazek ten dotarł nie później niż w 1967 roku. W całym zasięgu, w tym w Polsce, jest owadem bardzo pospolitym.

## Znaczenie gospodarcze
Gatunek ten w niektórych regionach uznawany jest za szkodnika, zwłaszcza kukurydzy, owoców i niektórych warzyw, w tym pomidora zwyczajnego i melona. Kolby kukurydzy uszkadzane są przez owady dorosłe, które wchodzą do niedojrzałych zawiązków ziarniaków oraz żerują w wierzchołkowej części okrywy liściowej. Postacie dorosłe przenoszą bakterie i grzyby (w tym z rodzajów Aspergillus, Ceratocystis, Fusarium, Penicillium) wywołujące choroby roślin. W Stanach Zjednoczonych wskutek pojawu urazka kukurydzianego notowano straty zbiorów sięgające 20–40%.